# 鉄道雑誌の一覧
鉄道雑誌の一覧（てつどうざっしのいちらん）は、鉄道に関する雑誌（定期刊行物）の一覧である。
業界・歴史・模型（鉄道模型）に関する物がリストされている。
雑誌名に関しては日本語版に記事の無い物については日本語化していない。ウィキペディア日本語版に記事が無く、他言語版にある場合は他言語版へリンクした。

## 国際
- Continental Railway Journal ISSN 0306-6177
- Eisenbahn Revue International -
- European Railways - , ISSN 0014-3073 1948-
- インターナショナル・レールウェイ・ジャーナル International Railway Journal ISSN 0744-5326 旧International Railway Journal - (en:IRJ) 1961-現在 - 業界誌
- Janes World Railways - , ISSN 0075-3084 (年刊) - 業界誌
- Locomotives International - , ISSN 1353-7091 1989-
- Metro Report International -
- Narrow Gauge World - , ISSN 0014-3073 1999-
- Public Transport International - , from en:UITP
- Railvolution -
- レールウェイ・ガゼット・インターナショナル Railway Gazette International ISSN 0373-5346 旧 Railway Gazette 1905-現在 - 業界誌
- Railway Gazette International Chinese Edition 上記の中国語版
- トゥデイズ・レールウェイズ Today's Railways-,ISSN 1354-2753 1996-現在

## 組織会報・機関誌
- IRSE News - ほぼ月刊、編集はThe Institution of Railway Signal Engineersによる
- Journal and report of proceedings -  軌道・保線について
- Institute of Mechanical Engineers -  - 機関車など

## アジア州

### インドネシア
- Marajan KA[1]

### 中華人民共和国
- 鉄道知識(鉄道知識雑誌社) 隔月刊 ISSN 1000-0372 CN11-1372/U
- 機車電傳動
- 電力機車與城軌車輛

### 台湾
- 鐵道情報 (RailNews) -  / （FBファンページ） 中華民国鉄道文化協会

### 日本

#### 鉄道趣味雑誌
刊行中
- 鉄道模型趣味 （機芸出版社）1947年- 月刊。鉄道模型雑誌
- 鉄道ピクトリアル （電気車研究会）1951年- 月刊
- RailFan （鉄道友の会会報）1953年- 月刊→隔月刊
- 鉄道ファン （交友社）1961年- 月刊
- 鉄道ジャーナル （鉄道ジャーナル社編集・発行／成美堂出版発売）1967年- 月刊　2025年休刊
- 旅と鉄道 （鉄道ジャーナル社発行→天夢人編集・発行／朝日新聞出版→山と渓谷社発売[2]）1971年- 2009年 季刊→月刊→休刊[3]、 2011年- 隔月刊
- 鉄道ダイヤ情報 （交通新聞社）1972年- 季刊→月刊。旧名SLダイヤ情報
- とれいん （エリエイ出版部）1974年- 月刊。鉄道模型雑誌
- 鉄道史料 （鉄道史資料保存会会報）1976年- 季刊
- レイル （エリエイ出版部）1978年- 月刊→季刊
- レイルマガジン （ネコ・パブリッシング）1983年- 月刊→隔月刊→不定期刊
- RM MODELS （ネコ・パブリッシング）1995年- 月刊。鉄道模型雑誌
- N （イカロス出版） 2000年- 季刊→隔月刊。鉄道模型雑誌
- 国鉄時代 （ネコ・パブリッシング） 2005年- 季刊
- 鉄おも! （ネコ・パブリッシング）　不定期刊→隔月刊→月刊。旧誌名『鉄道おもちゃ』
- Jトレイン （イカロス出版） 季刊
- 鉄道時間 （イカロス出版） 季刊
- 新幹線エクスプローラ （イカロス出版） 季刊
- 蒸気機関車エクスプローラ （イカロス出版） 季刊
- 路面電車エクスプローラ （イカロス出版） 季刊
- 電気機関車エクスプローラ （イカロス出版）2016年- 季刊

廃刊・休刊
- 鉄道 1929年-1938年
- 鉄道趣味 1933年-1937年
- 模型鉄道 鉄道模型雑誌 廃刊 1936年-1943年
- 蒸気機関車 （キネマ旬報社） 1967年-1981年
- 鉄道模型の友 （アートプランニング） 1972年-1974年。不定期刊（年1～2回刊行）。鉄道模型雑誌。No1～4（1974年10月15日号）まで発行。
- 京急ファン （京急電車ファンクラブ会報）1977年結成、月刊。毎月1回5日発行[4]。京浜急行電鉄直営時代の京浜急行バスの情報も掲載していた[5]。
- 関西の鉄道 （関西鉄道研究会）1978年-2015年。季刊[6]。2015年休刊。最終号はNo.63 2015陽春号「近鉄特集 PartXIV」[7]。
- マイ・レイル （エリエイ出版部）1978年-1979年
- ナインtrain （エリエイ出版部） 鉄道模型雑誌
- 世界の鉄道 （朝日新聞社） 年刊
- レールガイ （オハヨー出版・丸善出版[8]・青鈴書房） 1976年-1983年 月刊（末期に季刊）
- 鉄道画報 （誠文堂新光社）
- 鉄道浪漫 （イカロス出版） 2003年-2006年
- 週刊鉄道データファイル （デアゴスティーニ・ジャパン） 2004年-2009年
- 鉄道データファイルプラス （アゴスティーニ・ジャパン） 隔週刊。2010年-2010年

#### 業界誌
- 運転協会誌 日本鉄道運転協会 1959- “運転協会誌【全号まとめ】”. 2024年1月22日閲覧。
- 鉄道車両と技術 レールアンドテック出版 1995-
- JREA(Japan Railway Engineers' Association) 日本鉄道技術協会 1958- “JREA【全号まとめ】”. 2024年1月22日閲覧。
- R&m(Rollingstock & Machinery) 日本鉄道車両機械技術協会 1993- “R&M【全号まとめ】”. 2024年1月22日閲覧。
- JRTR(Japan Railway & Transport Review) 英文 東日本鉄道文化財団
- 鉄道車両輸出組合報 日本鉄道車両輸出組合 1953以前-（1965年7月までは日本鉄道車両輸出組合月報）
- 日本鉄道施設協会誌 日本鉄道施設協会 1987-（鉄道線路、鉄道施設事務、鉄道土木を合併）“日本鉄道施設協会誌【全号まとめ】”. 2024年1月22日閲覧。
- 鉄道と電気技術 日本鉄道電気技術協会 1990- “鉄道と電気技術【全号まとめ】”. 2024年1月22日閲覧。
- 鉄道の礎 (鉄建協会報) 日本鉄道建設業協会
- 鉄道建築ニュース 鉄道建築協会
- 電気車の科学 電気車研究会 1948-1994  “電気車の科学【全号まとめ】”. 2024年1月22日閲覧。
- 汎交通1937- （帝国鉄道協会会報として1899-1937） “汎交通【全号まとめ】”. 2024年1月22日閲覧。 “帝國鉄道協會會報【全号まとめ】”. 2024年1月22日閲覧。
- 汽車之友　1902-？ 汽友社
- 鉄道車輌　1910-？ 鉄道車輌研究会
- 車輌工学　1928-？ 鉄道研究社 “車輛工学【全号まとめ】”. 2024年1月22日閲覧。
- うしほ→the　ushio(潮)　1914-1985.3 潮刊行会→国鉄機関車研究会→国鉄動力車研究会　江島日進堂→有馬印刷
- the　Electric　car　and　locomotive(電車と電気機関車)(電機車界(戦時中))　1933-？ 交友社
- 電車 交友社　1956？-1997
- 電気機関車 交友社　1956？-1985
- the　locomotive　engineering(機関車界(戦時中1940.10～))　1931-1945？、1952.10-1954.3 交友社
- ロコとディーゼル　1954.4-1957？ 交友社
- ディーゼル 1957？-1989 交友社
- 運転ニュース 1933-？ 交友社
- 機関車資料 1932-？ 東京鉄道局運転課
- 汽車月報 1924?-？ 大阪鉄道局
- 工作彙報 東京鉄道局工作部
- 運転界 1933-？　通文閣
- 鉄道講座　技術版 1934-？　大教社
- 機関車工学 1948-1956　鉄道日本社
- ヘッドライト ヘッドライト社　1948-？
- きたのくるま (北海道内)　1949-？
- せいび 車両整備協会
- 鉄道線路 日本鉄道施設協会
- 電気鉄道 鉄道電化協会 “電気鉄道【全号まとめ】”. 2024年1月22日閲覧。
- 電力と鉄道 鉄道電化協会
- 鉄道と電気 鉄道電化協会 1987-1990（電気鉄道、電力と鉄道を合併） “鉄道と電気 鉄道電化協会誌【全号まとめ】”. 2024年1月22日閲覧。
- 鉄道電気 鉄道現業社 “鉄道電気【全号まとめ】”. 2024年1月27日閲覧。
- 新線路 鉄道現業社 1959- “新線路【全号まとめ】”. 2024年1月27日閲覧。
- 鉄道通信 鉄道通信協会 “鉄道通信【全号まとめ】”. 2024年1月22日閲覧。
- 交通技術 1946-1987 “交通技術【全号まとめ】”. 2024年1月22日閲覧。
- 国有鉄道 日本国有鉄道 1949-1987  “国有鉄道【全号まとめ】”. 2024年1月22日閲覧。
- 国鉄線 日本国有鉄道旅客局・貨物局 1951-1986 “国鉄線【全号まとめ】”. 2024年1月22日閲覧。
- 鉄道時報 鉄道時報局 1899-1943  “鉄道時報【全号まとめ】”. 2024年1月22日閲覧。
- 鉄道土木 日本鉄道施設協会
- 鉄道施設事務 鉄道施設協会 1963-1986
- 外国鉄道技術情報 	日本国有鉄道 1957-1987 “外国鉄道技術情報【全号まとめ】”. 2024年1月22日閲覧。, “外国鉄道技術情報 施設編【全号まとめ】”. 2024年1月22日閲覧。, “外国鉄道技術情報 特集増刊号【全号まとめ】”. 2024年1月29日閲覧。
- 鉄道経営
- 鉄道資材 ?-1987
- 鉄道界 1960-
- SUBWAY(日本地下鉄協会報) 1978- “SUBWAY【全号まとめ】”. 2024年1月22日閲覧。
- JR gazette 交通新聞社 1987- “JR gazette【全号まとめ】”. 2024年1月22日閲覧。
- 鉄道公団だより 日本鉄道建設公団 1964-2003
- 鉄道・運輸機構だより 鉄道建設・運輸施設整備支援機構総務部広報課編 2003-
- つばめ ?-1987
- R 日本国有鉄道広報部編,交通協力会発行 1959-1987
- JR east 東日本旅客鉄道株式会社広報部 1987-2019
- 国鉄旅路 名古屋鉄道管理局旅客課 1966-1987（継続後誌JR東海旅路）
- foreman 鉄道研究社 1949-1994
- 施設教育 鉄道日本社 1948-1973? “施設教育【全号まとめ】”. 2024年1月22日閲覧。
- 大日本鉄道雑誌 鉄道雑誌社 1889-1890? “大日本鉄道雑誌【全号まとめ】”. 2024年1月22日閲覧。
- Japanese railway engineering Japan Railway Engineers' Association “Japanese railway engineering【全号まとめ】”. 2024年1月29日閲覧。

#### 学会誌・研究誌
- 鉄道労働科学 日本国有鉄道鉄道労働科学研究所 1952-1986
- 鉄道技術研究資料 日本国有鉄道鉄道技術研究所監修,研友社 1942-1987（継続前誌鉄道業務研究資料、継続後誌鉄道技術を含む） “鉄道業務研究資料【全号まとめ】”. 2024年1月29日閲覧。, “鉄道技術研究報告【全号まとめ】”. 2024年1月29日閲覧。, “鉄道技術研究資料 【全号まとめ】”. 2024年1月29日閲覧。
- Railway Research Review 鉄道総合技術研究所
- 鉄道総研報告 研友社
- 海外鉄道技術情報 鉄道総合技術研究所 2001-
- 鉄道史学 鉄道史学会
- 交通史研究 交通史研究会
- 調査資料 財団法人運輸調査局 1946-1974 “運輸調査【全号まとめ】”. 2024年1月27日閲覧。
- 運輸と経済 1947- （運輸調査月報時代を含む）“運輸調査月報【全号まとめ】”. 2024年1月27日閲覧。 “運輸と経済【全号まとめ】”. 2024年1月27日閲覧。
- 運輸政策研究 1998-
- 輸送展望 1962-2002（輸送経済展望、季刊輸送展望時代を含む）
- SED 東日本旅客鉄道構造技術センター 1993-
- 流通設計 1970-（1980年代初頭までは貨物鉄道の記事が多数掲載）
- 都市と交通 1977- （交通計画時代を含む） “都市と交通【全号まとめ】”. 2024年1月27日閲覧。
- 東工 日本国有鉄道東京工事局（後東京第一工事局） 1950-1986
- 東二工 日本国有鉄道東京第二工事局 1970-1987
- 東三工 日本国有鉄道東京第三工事局 1973-1987
- 東建工 日本国有鉄道東京建築工事局 1971-1987
- だいこう 日本国有鉄道大阪工事局 1966-1987
- 岐工情報 日本国有鉄道岐阜工事局 ?-1987
- 停車場技術講演会記録 日本国有鉄道施設局（後建設局） 1950-1983
- 建築技術会講演記録 日本国有鉄道施設局 1955-1975
- 保線講演会記録 1948-1986
- 東工技報 東日本旅客鉄道東京工事事務所 1988-
- 技術研究会記録 日本鉄道建設公団（本社）1965-2002
- 技術研究会記録 日本鉄道建設公団（東京支社）1972-2002（業務研究会記録時代を含む）
- 近鉄技報 1969-（2005年までは近畿日本鉄道技術研究所技報） “近畿日本鉄道技術研究所技報【全号まとめ】”. 2024年1月22日閲覧。
- KSK技報 汽車製造 “KSK技報【全号まとめ】”. 2024年1月22日閲覧。
- 東急車両技報 東急車輛製造 1953-（1990年よりTokyu car technical reviewの名称を併記） “東急車両技報【全号まとめ】”. 2024年1月22日閲覧。
- にっしゃ技報 日本車輌製造 1954?-（1988年までは日本車輌技術資料）
- 東洋電機技報 1964- “東洋電機技報【全号まとめ】2000年まで”. 2024年1月22日閲覧。,“東洋電機技報【全号まとめ】2000年以降”. 2024年1月22日閲覧。
- ナブコ技報 1962-2003
- 日本信号技報 1977-
- 京三サーキュラー 京三製作所 1951-（1983年まではTechnical circular）
- Daido 大同信号 1972-
- 検車界 鉄道日本社 “検車界【全号まとめ】”. 2024年1月29日閲覧。

## ヨーロッパ州

### イギリス
- Rail Business Intelligence 1995- 旧 Rail Privatisation News
- The Railway Magazine ISSN 0033-8923 1897-
- Locomotives Illustrated - , ISSN 0307-1804 (出版元:Ian Allan) 1975-
- Modern Railways ISSN 0026-8356 1962- 旧Trains ,Illustrated
- Rail ISSN 0953-4563 1988- 旧Rail Enthusiast
- Railways Illustrated -  ISSN 1479-2230 2003- 旧Railway World
- Tramways & Urban Transit - , ISSN 1460-8324 1997- 旧Light rail and modern tramway
- Steam Railway - , ISSN 0143-7232 1979-
- Steam Days - , ISSN 0269-0020 1986-
- トゥデイズ・レールウェイズ Today's Railways-, ISSN 1354-2753 2006- 旧Entrain
- Railway World ISSN 0033-9032  1953-2002 旧Railways
- Rail Enthusiast ISSN 0262-561X 1981-7
- BackTrack - , ISSN 0955-5382 1987-
- British Railways Illustrated - , ISSN 0961-8244 1991-
- Entrain ISSN 1475-9713 (出版元:Platform 5) 2002-5
- Heritage Railway - , ISSN 1466-3562 1999-
- Railway Bylines - , ISSN 1360-2098 1995-
- レールウェイ・ガゼット・インターナショナル Railway Gazette International-Official Website
- Steam World ISSN 0959-0897 1981-
- Rail Express - , ISSN 1362-234X 1996-
- Traction - , 1994-

- British Railway Modelling(BRM) -  鉄道模型雑誌
- Continental Modeller -  (出版元:Peco)
- Hornby Magazine (出版元:Ian Allan) 鉄道模型雑誌,隔月刊
- LIVE RAIL (出版元:Southern Electric Group)
- Model Trains International -  鉄道模型雑誌,隔月刊
- Model Rail -  鉄道模型雑誌
- Narrow Gauge & industrial Railway Modeling Review -  鉄道模型雑誌,季刊 1989-
- Rail Express -
- Rail Express Modeller -
- Railway Collectors' Journal -
- Railway Modeller - (出版元:Peco)
- The Railway Magazine -  1897-

### イタリア
- iTreni -  月刊
- Tutto Treno -

### オランダ
- Op de rails -  ISSN 0030-3321

### スイス
- Eisenbahn-Amateur -  (1947-) 鉄道模型雑誌
- SBB-Nachrichtenblatt
- Semaphor -  (2005-)
- Swiss Express

### スウェーデン
- Tåg

### スペイン
- HobbyTren -
- Más Tren -  鉄道模型雑誌
- TrenMania -  鉄道模型雑誌

### チェコ
- Dráha -

### デンマーク
- banen -  鉄道模型雑誌

### ドイツ
- Eisenbahnmagazin -
- MIBA -  鉄道模型雑誌
- Eisenbahn-KurierEisenbahn-Kurier
- Eisenbahnjournal -
- Märklin-Magazin -  鉄道模型雑誌
- Drehscheibe - Drehscheibe
- Blickpunkt Straßenbahn -  路面電車
- LOK Report -  業界誌
- Eisenbahn-Revue International - 　オーストリア版、スイス版もあり
- BAHN EXTRA -
- Lok Magazine -

### フランス
- Revue Générale des Chemins de Fer
- La Vie du Rail 旧Notre métier
- Rail & Public Transport -  (英語版) ISSN 1772-6670
- Loco-Revue -
- Correspondances Ferroviaires -
- Ferrovissimo -
- Modèles Ferroviaires -  鉄道模型雑誌
- Jouets de collection -  鉄道模型雑誌
- Voie-Libre -  鉄道模型雑誌
- RMF -  鉄道模型雑誌

### ポルトガル
- Bastão Piloto -
- Flecha de Prata
- O Foguete

### ポーランド
- Koleje Małe i Duże -
- Świat Kolei

## アフリカ州

### 南アフリカ
- RailwaysAfrica - , ISSN 1029-2756, 隔月刊

## 北アメリカ州

### アメリカ合衆国
- Classic Trains - , ISSN 1527-0718
- CTCボード CTC Board ISSN 1071-8311 -2006 鉄道写真
- Diesel Era -
- Extra 2200 South -
- インターナショナル・レールウェイ・ジャーナル International Railway Journal-Official Website
- ライブスチーム&アウトドア・レールローディング Live Steam and Outdoor Railroading 隔月刊
- Locomotive & Railway Preservation (出版元:Pentrex)
- Locomotive Quarterly
- ナローゲージ&ショートライン ガゼット Narrow Gauge and Shortline Gazette ISSN 0148-2122 実物・模型
- Northwest Railfan
- Pacific Rail News -Rail Newsより改名 (出版元:Pentrex)
- Passenger Train Journal
- Private Varnish - AAPRCO - 私有客車 (出版元:Andover Junction Publications) 季刊
- Remember the Rock -  シカゴ・ロック・アイランド・アンド・パシフィック鉄道(出版元:Andover Junction Publications) 季刊
- Progressive Railroading - , ISSN 0033-0817
- Railfan and Railroad ISSN 0163-7266 1979-
- Rail Classics -
- Rail News 旧Pacific Rail News (出版元:Pentrex)
- Railpace Newsmagazine -
- Railroad History - (出版元:Railway and Locomotive Historical Society) 季刊 ISSN 0090-7847 1992-
- Railroads Illustrated 2007- 旧CTC Board
- Railroad Man's Magazine
- Rails Northeast c.1976-1982
- Railway Age -  ISSN 0079-9505 1876- 業界誌
- Railway Track & Structures (RT&S)-  業界誌
- トールティンバーショートラインズ Tall Timber Short Lines -  森林鉄道・ショートライン専門
- The Cross-Tie -
- The Lensmen
- The Railfan Photographer The Railroad Pressより改名
- The Railroad Press  以前はThe Railfan Photographer -
- トレインズ Trains ISSN 0041-0934 1940-
- Trains Illustrated

- 48/ft, O Scale News Magazine -
- Classic Toy Trains Magazine -  鉄道模型雑誌
- Colorado Time-Table -
- ガーデンレールウェイズ Garden Railways 鉄道模型雑誌
- Grand Scales Quarterly -  鉄道模型雑誌
- Light Iron Digest -  鉄道模型雑誌,隔月刊
- Live Steam magazine -  鉄道模型雑誌
- Locomotive Engineers Journal -
- Maine 2-Foot Ouarterly -  季刊
- メインライン・モデラー Mainline Modeler -  鉄道模型雑誌
- Metro Magazine -
- モデル・レイルローダー Model Railroader 鉄道模型雑誌
- Model Railroading -  鉄道模型雑誌 -2006
- Model Railroad News -  鉄道模型雑誌
- N-Scale Magazine -  鉄道模型雑誌
- N Scale Railroading -  鉄道模型雑誌,隔月刊
- O Gauge Railroading -  鉄道模型雑誌
- O Scale Trains -  鉄道模型雑誌,隔月刊
- Pacific Transit Review -
- Railmodel Journal -  鉄道模型雑誌
- Railroad Explorer -
- Railroad Heritage Journal -  ISSN 1530-1559
- レイルロード・モデル・クラフツマン Railroad Model Craftsman 鉄道模型の月刊誌
- Rail Transit OnLine -  業界誌
- Railway Preservation News -
- Rock Island Modeler -  ロックアイランド鉄道の模型誌(出版元:Andover Junction Publications)
- S Gaugian - (出版元:Heimburger House) 鉄道模型雑誌
- Sn3 Modeler - (出版元:Heimburger House) 鉄道模型雑誌
- The 7+ Railroader -  鉄道模型雑誌 季刊
- The Arrow -  ノーフォーク・アンド・ウェスタン鉄道 隔月刊
- The Short Line -
- Timber Times -
- Train Gamers Gazette -
- Trolley Talk -  隔月刊
- Vintage Rails (出版元:Pentrex)
- Ztrack Magazine -  鉄道模型雑誌

### カナダ
- Branchline
- Canadian Railway Modeler(CRM) -
- Canadian Rail -

## 南アメリカ州

### アルゼンチン
- Rieles -
- Tren Rodante -
- Todo Trenes -
- TRENES por SIEMPRE -
- En Señales -
- Revista ALAF -  - ラテンアメリカ全域に特化した鉄道業界誌

## オセアニア州

### オーストラリア
- Australian Railway History 旧 The ARHS Bulletin
- Motive Power ISSN 1442-7079
- Rail Express Lloyd's Listによる
- Transit Australia ISSN 0818-5204 - (旧 Electric Traction)
- Light Railways ISSN 0727-8101
- Track & Signal ISSN 1327-418X
- Australian Model Railroad Magazine ISSN 0045-009X
- Australian Model Engineering ISSN 0819-4734
- Narrow Gauge Downunder ISSN 0000-0000  - 歴史と模型. 季刊.
- Trolley Wire ISSN 0155-1264 オーストラリア路面電車博物館の雑誌.
- Railway Digest -  業界誌

#### ニューサウスウェールズ州
- ARHS (NSW) Railway Digest ISSN 0157-2431
- Under the Wires -
- Roundhouse - ニューサウスウエルズ鉄道博物館

#### ビクトリア州
- Newsrail - , ISSN 0310-7477
- The Times - オーストラリア時刻表コレクター協会 ISSN 0813-6327
- Rail News Victoria -, ISSN 1034-6058

#### クイーンズランド州
- Sunshine Express

#### 南オーストラリア州
- Catch Point (The Recorderを含む)

#### タスマニア州
- Tasmanian Rail News - ISSN 1321-0238

#### 西オーストラリア州
- The Westland

### ニュージーランド
- Rails ISSN 0110-6155 - 業界誌
- Railway Observer - ISSN 0028-8624 - 歴史と趣味

## 未分類
- Mixed Goods